# Sharin no kuni, himawari no shōjo
(Dal filmato introduttivo)
Sharin no kuni, himawari no shōjo (車輪の国、向日葵の少女? let. Le ragazze tra i girasoli nel paese delle ruote dentate), è una visual novel giapponese prodotta dalla Akabei Soft2, originariamente distribuita il 25 novembre 2005 per Microsoft Windows. Il gioco fu in seguito pubblicato per PlayStation Portable e Xbox 360.
Una patch per tradurre il gioco in inglese è stata distribuita da TL Wiki il 4 novembre 2009.
Un fandisc chiamato Sharin no kuni, yūkyū no shōnenshōjo, che espande la storia di Masaomi Houzuki e i rispettivi finali di ogni eroina, fu pubblicato il 26 gennaio 2007.

## Trama

### Ambientazione
Sharin no kuni prende luogo in un paese immaginario e distopico, a cui spesso ci si riferisce come "Paese delle ruote dentate". Sebbene nominalmente democratico, tutti gli aspetti della società in questo paese sono influenzati da un gruppo d'élite di persone definite "Individui Speciali di Grande Valore". Queste persone posseggono un'autorità legale assoluta, impiegabile per conferire "imposizioni" alle persone considerate socialmente dannose. Contravvenire all'imposizione comporta il confino ai lavori forzati in un campo di concentramento. 
La locazione geografica di questo stato non viene menzionata, ma è un'entità politica separata dal Giappone. Confina a sud con uno stato povero e logorato dalla guerra, chiamato "Paese Meridionale", i cui abitanti hanno tratti somatici distintivi e sono spesso discriminati dai loro vicini del nord.
Gli eventi si svolgono per la maggior parte in una cittadina isolata e rurale, circondata dalle montagne su tutti i lati. Alcuni anni prima, la città fu l'origine di una rivolta soppressa brutalmente dal governo, con il risultato di una grande quantità di orfani e persone sotto "imposizione".

### Storia
La storia ruota attorno a Kenichi Morita, un giovane che si è addestrato negli ultimi sette anni per diventare un "Individuo Speciale di Grande Valore". Per il suo esame finale, è stato mandato nella stessa città in cui ha vissuto da bambino. Il suo scopo sarà riabilitare tre compagne di scuola, cancellando le loro "imposizioni" e farle reintegrare nella società.
Tuttavia, questo apparentemente semplice esame lo costringerà a richiamare tutto ciò che ha imparato, esercitare il suo ingegno e confrontarsi col passato da cui è fuggito.
È la storia di tre ragazze tra i girasoli che crescono in un paese che gira come una ruota dentata.

## Modalità di gioco
Come la maggior parte delle visual novel, la giocabilità Sharin no kuni consiste nel leggere il testo accompagnato dalle immagini dei personaggi e da fondali fissi, effettuando alcune scelte che andranno a influenzare la storia. A differenza di altre Visual Novel, la trama di Sharin no kuni è lineare e non si focalizza su un'eroina in particolare, ma coinvolge tutti i personaggi. L'epilogo è però diverso a seconda delle scelte effettuate.
La storia è divisa in cinque capitoli, più un prologo ed un epilogo. Il primo capitolo introduce i personaggi, l'ambientazione e lo scopo finale di Kenichi: riabilitare le tre compagne di classe che possiedono obblighi. I successivi tre capitoli narrano degli sforzi del protagonista per riabilitare rispettivamente Sachi, Touka e infine Natsumi, mentre l'ultimo conclude la storia. I titoli dei capitoli sono:
1. L'Individuo Speciale di Grande Valore (特別高等人?, Tokubetsu koutou hito)
2. Il Sogno (夢?, Yume)
3. Il Tavolo da pranzo (食卓?, Shokutaku)
4. Il palmo della mano (手のひら?, Teno hira)
5. Il Paese delle Ruote Dentate (車輪の国?, Sharin no kuni)

## Personaggi

### Protagonisti

#### Kenichi Morita
Kenichi Morita (森田 賢一?, Morita Kenichi) è il protagonista del gioco.  Nonostante sia la persona più giovane che sia diventata un Individuo Speciale di Grande Valore cadetto, si è già distinto come presidente d'azienda e si è fatto onore nella guerra nel paese meridionale. Quest'ultima esperienza lo ha segnato profondamente e ha l'abitudine di parlare da solo rompendo la quarta parete o fare battute che gli altri raramente trovano divertenti. Sebbene esteriormente arrogante, ha un forte senso di giustizia che spesso cozza con i valori del paese che serve. Come candidato per la posizione di Individuo Speciale di Grande Valore, è un genio dotato di molti talenti e abile in molte aree come le arti marziali, uso delle armi da fuoco, gli affari e persino la speleologia. Possiede inoltre grande resistenza e carisma.

#### Natsumi Hinata
(Natsumi)
Natsumi Hinata (日向 夏咲?, Hinata Natsumi), è una ragazza estremamente timida che sta spesso a sognare ad occhi aperti. Teme sempre di disturbare le altre persone, rendendo difficile ai suoi amici, Sachi e Isono, a coinvolgerla in qualunque cosa. Non ha hobby se non quello di passeggiare per i campi di girasoli fuori città, spesso sognando ad occhi aperti.
La sua "imposizione" è il divieto all'amore, uno dei più severi: Natsumi non può avere nessun contatto fisico con il sesso opposto. A causa della sua personalità introversa, ha sempre paura di toccare qualcuno per sbaglio, stando sempre nella paranoia di violare la sua imposizione.

È doppiata da Shinjou Mana. 

#### Sachi Mitsuhiro
(Sachi)
Sachi Mitsuhiro (三ツ廣 さち?, Mitsuhiro Sachi) è una ragazza attiva ed energetica, con l'abitudine di dormire a scuola e procrastinare sempre il dovere. È una ragazza socievole e diventa perciò subito amica di Kenichi. Essendo orfana, guadagna soldi attraverso speculazioni via internet e divide l'appartamento con una bambina del Paese Meridionale, Mana. In passato, aveva l'hobby di cucinare, ma non l'ha più fatto dopo la morte dei genitori.
La sua imposizione è di dover trascorrere giornate da 12 ore: Sachi ogni sera alle 19 in punto è obbligata a prendere una medicina che la rende incosciente per le successive dodici ore. Tale stato di incoscienza non è però come il sonno, non facendola riposare e costringendola a recuperare il sonno nelle dodici ore che gli restano ogni giorno.

È doppiata da Miya Serizono.

#### Touka Oone
(Touka)
Touka Oone (大音 灯花?, Ōne Tōka) è la rappresentante di classe, una ragazza schietta ed esuberante che non ha pazienza, trovandosi quindi spesso in contrasto con Kenichi. Non è brava a scuola poiché tende spesso a fare errori di distrazione ed è piuttosto goffa. La sua imposizione le causa una relazione difficile con sua madre Kyouko, che le fa anche da insegnante a scuola. Sogna di diventare una cuoca, ma le è proibito entrare in cucina a causa di un incidente che ebbe alcuni anni prima.
La sua imposizione è il divieto di accedere all'età adulta: Touka deve obbedire a qualunque ordine datole dalla madre. Con questa autorità, Kyouko programma così ogni sua giornata ora per ora e le proibisce alcuni svaghi come guardare la TV o leggere libri che non siano di studio.

È doppiata da Sumire Murasakibana.

### Personaggi secondari

#### Sepia Uzuki
Sepia Uzuki (卯月セピア?, Uzuki Sepia) un compagno di classe di Kenichi, l'unico capace di superarlo in eccentricità. Sostiene di essere in grado di parlare con le fate e parla spesso di argomenti bizzarri, incorrendo spesso nell'ira di Touka. È un fanatico devoto di Higuchi Saburou, leader della rivolta civile del passato, considerando Kenichi un "infame servo dello stato" e ha un debole per Kyouko, la madre di Touka. Il suo vero nome è Isono Ichirouta. È doppiato da Mori Keisuke. 

#### Masaomi Houzuki
Masaomi Houzuki (法月 将臣?, Hōzuki Masaomi) è un Individuo Speciale di Grande Valore che supervisiona l'esame di Kenichi. Nonostante zoppichi per una ferita di guerra e abbia bisogno di un bastone, è un individuo intimidatorio che mette in soggezione anche Kenichi. Completamente votato alla società, non si fa problemi a manipolare chiunque, pur di ottenere il risultato più favorevole per il futuro del paese. È doppiato da Norio Wakamoto.

#### Mana
Mana (まな（まな）?, Mana) è un'orfana del Paese Meridionale. È una ragazzina di circa 10 anni, buona e umile, che vive nell'armadio dell'appartamento di Sachi. Lavorando di notte facendo pulizie in un supermercato, di giorno spesso dorme, così lei e Sachi non si riescono spesso a parlare. È doppiata da Kamizuki Aoi.

#### Kyouko Oone
Kyouko Oone (大音京子（おおね きょうこ）?, Oone Kyouko)  è la madre di Touka ed è anche insegnante nella classe di Kenichi. È una donna piuttosto severa, che sfrutta l'obbligo della figlia per programmare tutta la sua giornata. Nonostante ciò, non lo fa per egoismo, ma solo per proteggere Touka, che pensa sia troppo ingenua per il mondo. È doppiata da Kazane.

#### Eri Nagumo
Eri Nagumo (南雲 えり?, Nagumo Eri) è una dei cadetti compagni di Kenichi, tra le più promettenti. È poco più vecchia di Kenichi, ma ha già ottenuto un master in giurisprudenza. Sebbene dedicata e studiosa, ha la pessima abitudine di non essere puntuale. Viene così uccisa da Houzuki per non essere arrivata in tempo al suo esame finale. Per il suo destino, viene spesso paragonata al personaggio di Kisaragi in Elfen Lied. È doppiata da Mariya Kurata. 

#### Ririko Higuchi
Ririko Higuchi (樋口璃々子?, Higuchi Ririko) è la figlia di Higuchi Saburou, il leader della rivolta di sette anni prima. Nonostante suo padre sia stato ucciso, lei si dice sia stata catturata e sia perciò ancora viva. È doppiata da Touno Ran. 